# Reitzenhain (Taunus)
Reitzenhain település Németországban, Rajna-vidék-Pfalz tartományban. Lakosainak száma 347 fő (2023. december 31.). Reitzenhain Auel és Reichenberg községekkel határos.

## Népesség
A település népességének változása:
| Lakosok száma | 305  | 329  | 330  | 344  | 352  | 347  |
|               | 1975 | 2017 | 2019 | 2021 | 2022 | 2023 |